# Martin Purwa
Martin Purwa, également connu sous le nom de Martinpurwa ou Martinpura, est un village de la ville de Lucknow dans l'état de Uttar Pradesh, en Inde. Le village compte environ 4000 habitants. Martin Purwa fait partie du domaine de la Martinière de Lucknow. Son ancien nom était « Luckperra ».
Il porte le nom de Claude Martin, l'aventurier et philanthrope français du XVIIIe siècle, qui a servi à la fois la Compagnie des Indes orientales et le nawab Asaf-Ud-Dowlah du royaume d'Oudh.
Le village était à l'origine habité par le personnel de Claude Martin et il fournissait de la main-d'œuvre et d'autres services à l'école La Martinière. Le daroga héréditaire (surintendant) du domaine de La Martinière a toujours une maison dans le village.
Martin Purwa a profité de sa proximité du golf de Lucknow et a produit tellement de bons golfeurs qu'il est connu localement comme la « pépinière du golf ». Les habitants du village ne se souviennent pas précisément quand leur association avec ce sport a commencé. Selon le folklore du village, un gora sahib (homme blanc) marchait un jour dans le village avec sa suite, et fut perplexe de voir des garçons jouer à un jeu avec des bâtons courbes et des balles en bois qu'ils frappaient vers les trous. L'homme a apparemment été tellement impressionné par leur jeu qu'il a demandé à certains des enfants les plus âgés de le suivre au club de golf et de travailler comme caddies, une tradition qui se perpétue depuis. Certains des garçons du village se sont mis au jeu professionnel et quelques-uns ont connu un certain succès au niveau national.
Près de 60 villageois de Martin Purwa vivent du golf et les garçons locaux continuent à travailler au club comme caddies.
Le club de golf de Lucknow a reconnu la contribution de Martin Purwa à ce sport en ouvrant une école pour les enfants du village en 1998.

## Résidents notoires
- Vijay Kumar, le golfeur numéro un de l'Inde, a également travaillé comme caddie au club de golf. Il a été le premier professionnel indien à gagner un million de roupies[3].
- Gyan Sagar, le premier et le seul professionnel de l'enseignement du golf certifié national (entraîneur) en club, de la National Golf Academy Of India (NGAI), de l'Indian Golf Union (IGU).